# 國立新化高級中學
國立新化高級中學位於中華民國臺灣臺南市新化區，前身為省立臺南第一高級中學新化分部，創設於1959年10月20日，草創初期僅招收一年級兩班。而由於校舍問題，故假臺南縣立新化初中教室上課。校舍首期工程於1963年5月完成，學生遷入上課。後於1966年改制為新化高中。

## 引用
1. ↑  黃文記. . 中華日報. 2023-08-02  [2025-08-03] （中文（臺灣））.

## 外部連結
- 新化高中